# 투모로우랜드 (영화)
《투모로우랜드》(영어: Tomorrowland, 다른 이름: Project T, A World Beyond)는 2015년 제작된 미국의 SF 영화이다.
일부 지역에서는 프로젝트 티(영어: Project T), 부제는 어 월드 비욘드(영어: A World Beyond)로 알려져 있다.
월트 디즈니 픽처스에서 제작하여 2015년 5월 9일 캘리포니아주 애너하임에서 공개되었으며, 5월 20일 벨기에와 프랑스, 인도네시아 개봉을 시작으로 해외 수출되었다. 5월 마지막주 북아메리카 박스오피스 1위를 차지했으나, 약 1억 9000만 달러의 제작비에 비해 낮은 수치인 3,297만 달러의 오프닝 누적 수익을 기록했다.
대한민국에서는 제작사의 한국 내 직배사인 월트디즈니컴퍼니코리아㈜에서 수입 및 배급해 2015년 5월 27일 419개 스크린에서 개봉했다.

## 배역
- 조지 클루니 - 프랭크 워커 역
  - 토머스 로빈슨 - 어린 프랭크 워커 역
- 브릿 로버트슨 - 케이시 뉴튼 역
- 래피 캐시디 - 아테나 역
- 휴 로리 - 데이비드 닉스 역
- 팀 맥그로 - 에디 뉴튼 역
- 캐스린 한 - 우르슬라 역
- 키건 마이클 키 - 휴고 겐스백 역
- 피어스 개그넌 - 네이트 뉴튼 역

## 제공
- 수입/배급 : 월트 디즈니 컴퍼니 코리아(주)
- 제작 : 월트 디즈니 픽처스/A113프로덕션